# サーフ・シティ
「サーフ・シティ」（Surf City）は、ジャン&ディーンが1963年5月に発表した楽曲。同年7月に2週連続全米1位を記録した。リードボーカルはジャン・ベリー。作詞・作曲はジャン・ベリーとビーチ・ボーイズのブライアン・ウィルソン。

## 主なカバー
- デル・トーンズ（英語版） 1963年 『Hangin' Five』のB面
- ライヴリー・ワンズ（英語版）1963年 インストゥルメンタル『Surf City』収録
- ダニー飯田とパラダイス・キング （リードボーカル 佐野修）1963年 日本語詞 みナみカズみ（安井かずみ）
- ザ・リップ・コーズ（英語版） 1964年『Three window coupe』収録
- メテオーズ（英語版） 1986年 シングル
- Mi-Ke 1992年 『太陽の下のサーフィン・JAPAN』収録
- ラモーンズ 1993年 『アシッド・イーターズ』収録
- ゴーゴーズ 2001年のライブ『オールスター・トリビュート・トゥ・ブライアン・ウィルソン』で披露。同名のDVDに収録
- 三枝夕夏 IN db 2002年 『GIZA studio MAI-K & FRIENDS HOTROD BEACH PARTY』収録
- Celtic Thunder（英語版） 2010年 『It's Entertainment!』収録
- 前川清 2015年 英語カバー 『My Favorite Songs~oldies~II』収録